# 오마역
오마역(일본어: 大間駅)은 일본 고치현 스사키시에 위치한 시코쿠 여객철도 도산 선의 철도역이다. 역 번호는 K18이며, 단선 승강장 1면 1선의 구조를 갖춘 지상역이다.

## 역 주변
- 국도 제56호선

## 역사
- 1960년 10월 1일 : 일본국유철도의 역으로서 개업.
- 1987년 4월 1일 : 일본국유철도 분할 민영화에 의해, 시코쿠 여객철도가 승계.

## 인접 역
| 시코쿠 여객철도 도산 선        | 시코쿠 여객철도 도산 선 | 시코쿠 여객철도 도산 선   |
| ------------------------------ | ----------------------- | ------------------------- |
| K 17 오노고 다도쓰 · 고치 방면 | 도산 선                 | 스사키 K 19 구보카와 방면 |